# Вадстенський замок
Вадстенський замок (швед. Vadstena slott) — замок у Швеції, у місті Вадстена, лен Естерйотланд. Розташований на березі озера Веттерн. Будівництво замку було розпочате 1545 року королем Густавом І Вазою з метою захисту Стокгольма від імовірних вторгнень іноземців з півдня.
З 25 січня 1935 року замок має статус національного пам'ятнику (швед.  Statligt byggnadsminne).